# Seán O'Casey
Seán O'Casey (em irlandês: Seán Ó Cathasaigh; Dublin, 30 de março de 1880 - Torquay, 18 de setembro de 1964) foi um dos principais dramaturgos e memorialistas irlandeses. Como socialista, ele foi o primeiro dramaturgo irlandês a escrever sobre as classes trabalhadoras de Dublin. 
As suas peças são particularmente conhecidas pelo tratamento simpático às personagens femininas. 

## Obras
- Lament for Thomas Ashe (1917), como Seán O Cathasaigh
- The Story of Thomas Ashe (1917), como Seán O Cathasaigh
- Songs of the Wren (1918), como Seán O Cathasaigh
- More Wren Songs (1918), como Seán O Cathasaigh
- The Harvest Festival (1918)
- The Story of the Irish Citizen Army (1919), como Seán O Cathasaigh
- The Shadow of a Gunman (1923)
- Kathleen Listens In (1923)
- Juno and the Paycock (1924)
- Nannie's Night Out (1924)
- The Plough and the Stars (1926)
- The Silver Tassie (1927)
- Within the Gates (1934)
- The End of the Beginning (1937)
- A Pound on Demand (1939)
- The Star Turns Red (1940)
- Red Roses for Me  (1942)
- Purple Dust (1940/1945)
- Oak Leaves and Lavender (1946)
- Cock-a-Doodle Dandy (1949)
- Hall of Healing (1951)
- Bedtime Story (1951)
- Time to Go (1951)
- The Wild Goose  (1952)
- The Bishop's Bonfire: A Sad Play within the Tune of a Polka (1955)
- Mirror in My House (dois volumes, 1956, publicados como Autobiographies, 1963 e desde essa altura; combinam os seis livros de memórias listados em baixo seguidamente) 
  - I Knock at the Door (1939)
  - Pictures in the Hallway (1942)
  - Drums Under the Window (1945)
  - Inishfallen, Fare Thee Well (1949)
  - Rose and Crown (1952)
  - Sunset and Evening Star (1954)
- The Drums of Father Ned (1959)
- Behind the Green Curtains (1961)
- Figuro in the Night (1961)
- The Moon Shines on Kylenamoe (1961)
- Niall: A Lament (1991)